# Ulrik Adelhielm
Ulrik Adelhielm, född 10 april 1721 i Stockholm, död 26 februari 1805 i Stralsund, var en svensk militär.
Ulrik Adelhielm var son till kammarrevisionsrådet Abraham Adelhielm och Maria Magdalena Holmström. Han blev volontär vid fortifikationen 1738, volontär vid Upplands regemente 22 juni 1739 och fänrik vid regementet 2 april 1742. Adelhielm deltog i hattarnas ryska krig, gick i fransk krigstjänst och deltog under sin tid där i belägringen av Maastricht under Österrikiska tronföljdskriget. 1753 blev han kapten vid Upplands regemente. 1762 blev han major vid Drottningens livregemente till fot, överstelöjtnant vid Savolax infanteriregemente 1773 och var överste och chef för Drottningens livregemente till fot 1778–1784.